# XXV
XXV – dwunasty album studyjny zespołu Oomph!, wydany 31 lipca 2015 roku. Przed premierą promowany był utworem „Alles aus Liebe” dostępnym w dystrybucji cyfrowej jako singel, do którego w dniu premiery albumu opublikowano również oficjalny teledysk.

## Lista utworów
| Nr  | Tytuł utworu              | Długość |
| --- | ------------------------- | ------- |
| 1.  | „Dein Retter”             | 2:54    |
| 2.  | „Alles aus Liebe”         | 3:39    |
| 3.  | „Jetzt oder nie”          | 3:44    |
| 4.  | „Als wärs das letzte Mal” | 3:31    |
| 5.  | „Mary Bell”               | 5:16    |
| 6.  | „Jede Reise hat ein Ende” | 4:04    |
| 7.  | „Unter diesem Mond”       | 4:11    |
| 8.  | „All deine Wunden”        | 4:02    |
| 9.  | „Fleisch und Fell”        | 4:27    |
| 10. | „Tick Tack”               | 4:25    |
| 11. | „Nicht von dieser Welt”   | 3:51    |
| 12. | „Spieler”                 | 3:30    |
| 13. | „Zielscheibe”             | 3:11    |
| 14. | „Leis ganz leis”          | 3:54    |
|     |                           | 54:39   |

## Single
- „Alles aus Liebe” (17 lipca 2015)[2]

## Teledyski
- „Alles aus Liebe” (31 lipca 2015)[3]